# هارشانی
هارشانی (به مجاری:  Harsány) یک منطقهٔ مسکونی در مجارستان است که در ناحیه میشکولتس واقع شده‌است.